# 東北方面特科隊
東北方面特科隊（とうほくほうめんとっかたい、JGSDF North Eastern Army Artillery Troop）は、陸上自衛隊仙台駐屯地（宮城県仙台市宮城野区）に隊本部が駐屯していた東北方面隊直轄の野戦特科部隊で、2024年（令和6年）3月20日に廃止された。

## 概要
2010年（平成22年）3月に第2特科群を母体に、同じく東北方面隊直轄部隊の第4地対艦ミサイル連隊を隷下に編合し、「東北方面特科隊」として再編された。第2特科群は陸上自衛隊草創期に編成され、方面隊火力として重砲を装備する2個大隊を基幹としていた。1998年（平成10年）頃には本州の実働部隊で唯一多連装ロケットシステムMLRSを有する特科大隊を編成していた。
陸上自衛隊の野戦特科部隊整理に伴い、2024年（令和6年）3月20日付で部隊廃止となった。なお、第4地対艦ミサイル連隊は東北方面隊に直轄部隊として編合された。

## 沿革
第2特科群
- 1954年（昭和29年）
  - 9月25日：部隊新編。

  1. 第2特科群本部および本部中隊が富士駐屯地に編成され第1管区総監に隷属。
  2. 第110特科大隊（203mm榴弾砲装備）が姫路駐屯地に編成され第3管区総監に隷属[2][3]。

  - 10月5日：第109特科大隊（155mm加農砲装備）が宇都宮駐屯地に編成[3]。
- 1958年（昭和33年）
  - 3月25日：南仙台駐屯地が開設。

  1. 群本部および本部中隊が富士駐屯地から南仙台駐屯地に移駐[2]。
  2. 第109特科大隊が宇都宮駐屯地から南仙台駐屯地に移駐[2]。
  3. 第110特科大隊が姫路駐屯地から南仙台駐屯地に移駐[2]。

  - 3月27日：移駐完了。群本部・2個特科大隊が同一駐屯地に集結。第6管区総監に隷属[3]。
- 1960年（昭和35年）1月14日：方面管区制施行により、東北方面総監直轄部隊となる。
- 1976年（昭和51年）3月25日：東北方面観測中隊が仙台駐屯地に新編[2] 。
- 1979年（昭和54年）3月26日：東北方面観測中隊（仙台駐屯地）が第304観測中隊に称号変更[2] 。
- 1998年（平成10年）3月26日：第109特科大隊（仙台駐屯地：155mm加農砲装備） が廃止・改編され、第130特科大隊（MLRS 装備）が仙台駐屯地に新編。
- 2006年（平成18年）3月27日：後方支援体制変換に伴い、整備部門を東北方面後方支援隊第302特科直接支援中隊に移管。
- 2007年（平成19年）3月29日：第110特科大隊（仙台駐屯地：203mm自走りゅう弾砲装備） が廃止[4] 。
- 2010年（平成22年）3月25日：第2特科群（仙台駐屯地）が廃止。

東北方面特科隊
- 2010年（平成22年）3月26日：部隊新編。

1. 第2特科群隷下部隊（第130特科大隊、第304観測中隊）および第4地対艦ミサイル連隊を基幹として東北方面特科隊が仙台駐屯地に新編。
2. 支援部隊の第302特科直接支援中隊が廃止・増強改編され、第102特科直接支援隊が仙台駐屯地に新編。

- 2019年（平成31年）3月26日：部隊改編。

1. 第130特科大隊（仙台駐屯地）が廃止[5]。
2. 第4地対艦ミサイル連隊第4射撃中隊が廃止。

- 2022年（令和04年）3月16日：第4地対艦ミサイル連隊第3射撃中隊が廃止[6]。
- 2023年（令和05年）3月15日：第304観測中隊（仙台駐屯地）[7]、第4地対艦ミサイル連隊第2射撃中隊が廃止[8]。
- 2024年（令和06年）3月20日：部隊改編。

1. 東北方面特科隊（仙台駐屯地）が廃止。
2. 第4地対艦ミサイル連隊は東北方面隊に直轄部隊として編合[1]。

## 廃止時の編成・駐屯地
編成
- 東北方面特科隊本部
- 東北方面特科隊本部中隊「東北方特-本」
- 第4地対艦ミサイル連隊 - 88式地対艦誘導弾
  - 本部管理中隊
  - 第1射撃中隊

駐屯地
- 仙台駐屯地（宮城県仙台市）
  - 隊本部および本部中隊
- 八戸駐屯地（青森県八戸市）
  - 第4地対艦ミサイル連隊

## 整備支援部隊
第2特科群
- 東北方面後方支援隊第302特科直接支援中隊「302特直支」（仙台駐屯地）：2006年（平成18年）3月27日から2010年（平成22年）3月25日の間。
  - 第1特科直接支援小隊（仙台駐屯地）第110特科大隊を支援：
  - 第2特科直接支援小隊（仙台駐屯地）第130特科大隊を支援：

東北方面特科隊
- 東北方面後方支援隊第102特科直接支援隊「102特直支」（仙台駐屯地）：2010年（平成22年）3月26日（第302特科直接支援中隊を増強改編。）から廃止時まで。
  - 直接支援中隊「102特直支-直」（八戸駐屯地）第4地対艦ミサイル連隊を支援：2010年（平成22年）3月26日（第303特科直接支援中隊を改編。）から廃止時まで。

## 歴代の部隊長
| 代 | 氏名       | 在職期間                        | 前職                                  | 後職                                                   |
| -- | ---------- | ------------------------------- | ------------------------------------- | ------------------------------------------------------ |
| 01 | 小島竹雄   | 1954年09月25日 - 1958年10月12日 |                                       | 官吏死亡・陸将補に特別昇任                             |
| 02 | 伊藤光治   | 1959年03月17日 - 1961年07月31日 | 陸上幕僚監部第2部収集班長             | 陸上自衛隊富士学校管理部長                             |
| 03 | 金子常規   | 1961年08月01日 - 1963年07月31日 | 第6管区総監部第4部長                  | 陸上自衛隊富士学校特科教育部副部長 兼 同校同部教務課長 |
| 04 | 小川直彦   | 1963年08月01日 - 1965年07月15日 | 防衛大学校教授                        | 東部方面総監部監察官                                   |
| 05 | 土肥正信   | 1965年07月16日 - 1968年07月15日 | 仙台駐とん地業務隊長                  | 第13師団司令部付 →1969年1月1日 停年退官                |
| 06 | 岩城秀一郎 | 1968年07月16日 - 1969年07月15日 | 神町駐とん地業務隊長                  | 仙台駐とん地業務隊長                                   |
| 07 | 徳久宗治   | 1969年07月16日 - 1971年07月15日 | 陸上幕僚監部付                        | 陸上幕僚監部第5部特科班長                              |
| 08 | 森山尚男   | 1971年07月16日 - 1973年03月15日 | 統合幕僚会議事務局第5幕僚室勤務       | 統合幕僚会議事務局第4幕僚室勤務                        |
| 09 | 中谷一夫   | 1973年03月16日 - 1975年07月31日 | 防衛大学校訓練部指導教官              | 東部方面総監部総務課勤務                               |
| 10 | 内海隆     | 1975年08月01日 - 1978年03月15日 | 統合幕僚会議事務局第2幕僚室勤務       | 陸上自衛隊業務学校付 →1978年7月6日 停年退官            |
| 11 | 根本仁     | 1978年03月16日 - 1980年07月31日 | 陸上自衛隊富士学校勤務                | 東北方面総監部総務部長                                 |
| 12 | 海野彦六郎 | 1980年08月01日 - 1982年08月01日 | 東千歳駐とん地業務隊長                | 北部方面総監部人事部厚生課長                           |
| 12 | 大島順一   | 1982年08月02日 - 1984年06月30日 | 陸上幕僚監部人事部募集課募集班長      | 自衛隊栃木地方連絡部長                                 |
| 13 | 濱田勝之進 | 1984年07月01日 - 1986年07月31日 | 陸上自衛隊幹部学校学校教官            | 中央資料隊副隊長                                       |
| 14 | 本間靖啓   | 1986年08月01日 - 1989年06月29日 | 陸上自衛隊幹部学校学校教官            | 陸上自衛隊幹部学校総務部総務課長                       |
| 15 | 黒野耐     | 1989年06月30日 - 1992年03月15日 | 防衛研究所所員                        | 陸上自衛隊富士学校特科部教育課長                       |
| 16 | 堤八束     | 1992年03月16日 - 1994年11月30日 | 陸上自衛隊富士学校特科部教育課長      | 装備開発実験隊副隊長                                   |
| 17 | 竹村洋介   | 1994年12月01日 - 1997年12月07日 | 中部方面調査隊長                      | 海田市駐屯地業務隊長                                   |
| 18 | 尾関建男   | 1997年12月08日 - 2000年04月27日 | 陸上自衛隊富士学校特科部 訓練評価室長 | 陸上自衛隊幹部学校主任研究開発官                       |
| 19 | 清國洋次   | 2000年04月28日 - 2001年11月30日 | 統合幕僚学校学校教官                  | 東北方面総監部総務部長                                 |
| 20 | 宇草茂     | 2001年12月01日 - 2003年11月30日 | 北部方面総監部人事部援護業務室長      | 第1特科団副団長                                        |
| 21 | 野田文久   | 2003年12月01日 - 2006年03月26日 | 陸上自衛隊研究本部企画調整官          | 東北方面総監部総務部長                                 |
| 22 | 速水健一   | 2006年03月27日 - 2008年07月31日 | 陸上自衛隊研究本部企画調整官          | システム開発隊長                                       |
| 末 | 福島司     | 2008年08月01日 - 2010年03月25日 | 陸上自衛隊幹部学校主任教官            | 東北方面特科隊長                                       |

| 代 | 氏名     | 在職期間                        | 前職                                 | 後職                       |
| -- | -------- | ------------------------------- | ------------------------------------ | -------------------------- |
| 01 | 福島司   | 2010年03月26日 - 2011年08月01日 | 第2特科群長                          | 退職（陸将補昇任）         |
| 02 | 重石義幸 | 2011年08月01日 - 2013年03月31日 | 中部方面総監部総務部長               | 陸上自衛隊関西補給処副処長 |
| 03 | 武谷博文 | 2013年04月01日 - 2015年08月01日 | 防衛医科大学校学生部長               | 退職                       |
| 04 | 山坂泰明 | 2015年08月01日 - 2018年03月22日 | 陸上自衛隊研究本部主任研究開発官     | 退職（陸将補昇任）         |
| 05 | 岡本浩   | 2018年03月23日 - 2020年03月17日 | 第5旅団副旅団長 兼 帯広駐屯地司令    | 北部方面混成団長           |
| 06 | 澤﨑伸二 | 2020年03月18日 - 2023年03月12日 | 第12旅団副旅団長 兼 相馬原駐屯地司令 | 退職（陸将補昇任）         |
| 末 | 丸山徳一 | 2023年03月13日 - 2024年03月20日 | 陸上自衛隊富士学校特科部副部長       | 中部方面総監部情報部長     |

## 主要装備
- 88式地対艦誘導弾
- 1/2tトラック / 73式小型トラック
- 1 1/2tトラック / 73式中型トラック
- 3 1/2tトラック / 73式大型トラック
- 89式5.56mm小銃

## 廃止（改編）部隊
- 1979年（昭和54年）3月26日廃止
  - 東北方面観測中隊：第304観測中隊に改称[2]。
- 1998年（平成10年）3月25日廃止
  - 第109特科大隊：第130特科大隊に改編。
- 2007年（平成19年）3月29日廃止[4]
  - 第110特科大隊：
- 2010年（平成22年）3月25日廃止
  - 第2特科群：東北方面特科隊に改編。
- 2019年（平成31年）3月25日廃止[5]
  - 第130特科大隊：
- 2023年（令和05年）3月15日廃止[7]
  - 第304観測中隊：